# Monroe/State (Metro de Chicago)
Monroe (también conocida como Monroe/State) es una estación en la línea Roja del Metro de Chicago. La estación se encuentra localizada en 26 South State Street en Chicago, Illinois. La estación Monroe fue inaugurada el 17 de octubre de 1943.  La Autoridad de Tránsito de Chicago es la encargada por el mantenimiento y administración de la estación.

## Descripción
La estación Monroe cuenta con 1 plataforma central y 2 vías. 

## Conexiones
La estación es abastecida por las siguientes conexiones: 
Rutas del CTA Buses:
- #2 Hyde Park Express
- #6 Jackson Park Express
- #10 Museum of Science and Industry
- #14 Jeffery Express
- #20 Madison (nocturno)
- #24 Wenthworth
- #29 State
- #36 Broadway
- #56 Milwaukee
- #60 Blue Island/26th (Owl Service)
- #62 Archer (nocturno)
- #144 Marine/Michigan Express
- #145 Wilson/Michigan Express
- #146 Inner Drive/Michigan Express
- #147 Outer Drive Express
- #148 Clarendon/Michigan Express
- #151 Sheridan (nocturno)
- #157 Streeterville/Taylor